# Alin Șeroni
Alin Șeroni (sinh ngày 26 tháng 3 năm 1987) là một cầu thủ bóng đá người România thi đấu cho Poli Timișoara ở vị trí trung vệ.

## Sự nghiệp câu lạc bộ
Șeroni có màn ra mắt tại Liga I thi đấu cho ACS Poli Timișoara vào ngày 19 tháng 7 năm 2013 trong trận đấu trước Dinamo București.